# 独立愚連隊西へ
『独立愚連隊西へ』（どくりつぐれんたいにしへ）は、日本の戦争映画。岡本喜八監督原案の『独立愚連隊シリーズ』の2作目であるが、前作とのつながりはない。加山雄三の初主演作である。モノクロ、シネマスコープ、パースペクタ立体音響。同時上映は、佐伯幸三監督の『唄祭ロマンス道中』（宝塚映画）。

## 概要・あらすじ
前作の『独立愚連隊』同様、北支戦線を舞台に西部劇風な活劇とコメディの要素をまぶした喜八タッチといえる手法で、戦争と人間を描いた戦争映画。原作は蓮本修（須崎竜平）の「武器なき戦場」。
前作での戦争の無意味さを表した多くの兵士が亡くなるという戦闘シーンに対する批判を受けて、本作では敵味方を含めて極力死者を出さないという方針で撮られた。そのため、テーマ曲の明るさも含めて理想主義的ともいえる明るい戦争映画となった。だが、消えた軍旗捜索のためだけに敵味方が争奪戦を繰り広げるという戦争の持つ愚かさを訴えていて、岡本喜八監督の代表作『肉弾』（1968年）に通じる反戦精神は、根底にはしっかりと残っている。

## キャスト
以下の順番は本編クレジットに準拠。
- 戸川軍曹：佐藤允
- 左文字少尉：加山雄三
- 北原少尉：久保明
- 小峰衛生兵：江原達怡
- 大江大尉：平田昭彦
- 羽島六合子：水野久美
- 金山中尉：中丸忠雄
- 神谷一等兵：堺左千夫
- 畑一等兵：中山豊
- 関曹長：山本廉
- 中国密偵A：沢村いき雄
- 新田参謀：田島義文
- 早川：中谷一郎
- 見習士官：加藤春哉
- 青山上等兵：大木正司
- ゲリラ隊長：天本英世
- 助手兵：岩本弘司
- 桜井巨郎
- 石野伍長：堤康久
- 八路高給将校：林幹
- 中国の少女：田村まゆみ
- 竹っぺ：横山道代
- 林兵長：若松明
- 森少尉：上村幸之
- 山中兵長：高木弘
- 中国密偵B：三浦敏男
- 八路軍兵士：鈴木孝次
- 八路軍将校[7]：草川直也
- 柴木優子
- 村松恵子
- 慰安婦：姿圭子、河美智子
- 第二次軍旗捜索隊員：小川安三
- 中国の孤児：小串丈夫
- トラック運転手：川村郁夫
- 鈴木治夫
- 白木茂
- 中島元
- 川又吉一（川又由希夫）
- 八路軍通信兵：坂本晴哉
- 山本青位
- 佐渡絹代
- 福永享子
- 梁隊長：フランキー堺

以下ノンクレジット
- 宮田憲兵：桐野洋雄
- 憲兵：緒方燐作、岡豊、伊藤実、加藤茂雄
- 四六三連隊将校：中西英介
- 四六三連隊通信兵：権藤幸彦
- 門番兵：橘正晃
- 八路軍兵士：二瓶正也、中島春雄[7]、夏木順平、安芸津広、大塚秀男、坪野鎌之、鈴川二郎、大西康雅、清水良二
- ゲリラ：大前亘、天見竜太郎、河辺昌義
- 軍旗を持った兵士：岡本喜八
- 梁隊長（フランキー堺のスタンドイン）：佐藤勝

## 主題歌
- 独立愚連隊マーチ
- イキな大尉

作詞：岡本喜八、作曲：佐藤勝、歌：加山雄三、佐藤允